# Hospital de Medina del Campo
El Hospital Comarcal de Medina del Campo pertenece al Área de Salud de Valladolid Este, y de él dependen a su vez las Zonas Básicas de Salud (ZBS) de Medina del Campo-Urbano, Medina del Campo-Rural, Alaejos, Íscar, Olmedo y Serrada.
El Hospital facilita atención sanitaria, en las distintas especialidades asistenciales a una población que supera las 53.000 personas. 
Ofrece servicios de Consultas Externas con 8 especialidades repartidas en 23 consultas, son: cardiología, respiratorio, neurología, reumatología, traumatología y endocrinología. 
Radiodiagnóstico que cuenta con RX convencional robotizada, RX telemandada, RX portátil, ecógrafos (2) y ortopantomografía.
También dispone de los servicios de Hospital de día, Unidad del dolor, tres quirófanos, además de gimnasio para rehabilitación.
Finalmente dispone de tres unidades de hospitalización distribuidas entre dos plantas, con 111 camas en total.

## Dirección y gerencia
- Director Gerente: José Antonio Arranz Velasco

- Directora Médica: María Paz de la Torre Pardo

- Directora de Enfermería: Miguel Ángel Arija Guantes

- Director de Gestión: Carlos Palencia Ledo

## Servicios
- Admisión y documentación clínica
- Análisis clínicos y bioquímica clínica
- Anatomía patológica
- Anestesiología y reanimación
- Cardiología
- Cirugía general
- Farmacia hospitalaria
- Gastroenterología
- Geriatría
- Hematología y hemoterapia
- Medicina preventiva y salud pública
- Medicina interna
- Obstetricia y ginecología
- Oftalmología
- Otorrinolaringología
- Pediatría
- Prevención de riesgos laborales
- Psiquiatría
- Radiodiagnóstico
- Rehabilitación
- Traumatología y cirugía ortopédica
- Urgencias
- Urología

## Nacimiento, consolidación y posterior desmantelamiento
Desde finales de los años 1970 se sucedieron manifestaciones populares para reivindicar la construcción de un hospital que proporcionase servicio a Medina del Campo y a su partido judicial ante los problemas sanitarios existentes. 
En 2002 fue inaugurada una segunda planta para hospitalización (actual pabellón de medicina interna)
Durante muchos años el Hospital de Medina del Campo fue sede de numerosas jornadas de cirugía del laparoscópica y del aparato digestivo. Entre 1992 y 2016, 118 médicos completaron su formación en este hospital, así como un gran número de enfermeros desde el 2011.
Con la crisis económica llegaron las políticas de austeridad y con ellas la saturación de servicios, cierres de plantas de cirugía en verano, y la precariedad laboral, el desmantelamiento y la reducción de servicios, lo que provocó sucesivas manifestaciones ciudadanas exigiendo mejoras sanitarias para el centro.